# Nicolás de Heredia
Nicolás de Heredia (Corona de Castilla, ca. 1495-Pocona, Virreinato del Perú, agosto de 1546) fue un conquistador y explorador español que participó en la conquista del Perú, en las guerras civiles entre los conquistadores y en el descubrimiento y exploración del Tucumán.

## Biografía
Se ignora la fecha y el lugar de su nacimiento en España y la fecha exacta de su llegada a América. En 1533 arribó a Cajamarca, poco después de la captura de Atahualpa, formando parte de las tropas de Diego de Almagro.
Años después, se asoció con el burgalés Diego de Rojas y el madrileño Felipe Gutiérrez y Toledo, para realizar una entrada o expedición hacia la región situada entre Chile y el nacimiento del Río de la Plata, en donde se decía que había grandes riquezas. Se estipuló que cada uno de los socios debía aportar la suma de 30.000 pesos.
El gobernador del Perú, Cristóbal Vaca de Castro autorizó la empresa, concediendo el mando a Diego de Rojas, y dejando establecido que, en caso de la muerte de Rojas o de otra necesidad mayor, debía sucederle Felipe Gutiérrez y a este Nicolás de Heredia. A Heredia se le nombró maestre de campo. Se encargó también a Francisco de Cárdenas, yerno de Rojas, que fletara uno o más navíos para ayudar a los expedicionarios en algún punto de la costa de Chile.
El primero en partir fue Rojas; luego le siguieron Gutiérrez y Heredia. Rojas salió del Cusco en mayo de 1543 y avanzó hasta  Charcas (actual Bolivia), llegando hasta la tierra de los diaguitas o calchaquíes, en el actual noroeste de la Argentina. Debió entonces desviarse hacia la costa de Chile, según lo pactado, pero, por presión de sus soldados, decidió dirigirse hacia la provincia que los incas llamaban Tucumán, donde los indígenas decían que había grandes riquezas. Rojas informó a Gutiérrez del campo de planes y ambos se reunieron en noviembre de 1543.
Muerto Rojas a consecuencia de una grave herida y expulsado Felipe Gutiérrez a consecuencia de las disensiones surgidas entre la tropa, se hizo del mando Francisco de Mendoza, pese a que, de acuerdo a la disposición de Vaca de Castro, ello le correspondía a Heredia. Éste, llegado desde Arequipa al mando de 25 soldados, simuló avenirse con Mendoza y juntos continuaron la exploración del territorio. Esta fue muy dificultosa debido a la falta de agua, sed, hambre y la hostilidad de los indios, que causaron bajas en hombres y caballos.
De las riquezas tan mentadas, no hallaron nada. Los soldados se desanimaron y reclamaron a Mendoza la retirada de ese territorio hostil. Unos querían ir a Asunción, en el Paraguay; otros exigían pasar a Chile. Heredia se ofreció regresar al Perú para traer refuerzos, recibiendo una severa negativa de parte de Mendoza, quien temía que volviese premunido con papeles como jefe de expedición.
Heredia, que ya tenía planeado deshacerse de Mendoza, reunió en torno suyo a 70 hombres, y uno de ellos, llamado Diego Álvarez, mató a dicho capitán durante la noche. Repuestos del sobresalto, los soldados reconocieron a Heredia como su capitán y decidieron retornar al Perú. Tomaron la ruta de Salta y Jujuy. En el territorio de los Chichas, una parte de la tropa abandonó a Heredia y se adelantó en llegar al Perú.
Heredia llegó a Charcas, donde se encontró con el capitán Lope de Mendoza y sus quince jinetes, que huían de la persecución de Francisco de Carvajal, lugarteniente de Gonzalo Pizarro, el caudillo de la rebelión de los encomenderos contra la Corona. Heredia fue convencido por Mendoza para formar una alianza y luchar contra los gonzalistas, con lo que pensaban obtener recompensas de la Corona. Pero Carvajal, con hábil estrategia, rodeó a las tropas de Heredia y Mendoza en el pueblo de Pocona y los derrotó completamente en la batalla de Pocona en agosto de 1546.
Los dos capitanes fueron tomados presos y decapitados, siendo las cabezas enviadas a Arequipa, para que fueran exhibidas en la picota. El resto de los expedicionarios de Tucumán fueron obligados a enrolarse en el bando gonzalista.